# HBase
HBase é um banco de dados distribuído open-source orientado a coluna, modelado a partir do Google BigTable e escrito em Java.
O Hbase tem fácil integração com o Hadoop, sendo assim, pode utilizar o MapReduce para distribuir o processamento dos dados, podendo processar facilmente vários terabytes de dados.